# 自然人類学
自然人類学（しぜんじんるいがく、英語: biological anthropology）は、形質人類学（けいしつじんるいがく、physical anthropology）、生物人類学（せいぶつじんるいがく、bioanthropology）とも呼ばれる人類学の一分野である。人類やチンパンジーやゴリラなどヒト科の共通祖先から、どのように現生人類が進化してきたのかを解明する学問である。主に発掘された霊長類や人類の化石を対象に、その形態を分析する。骨や歯の形態からその古人類の運動様式・食性・生殖・生活環境・社会構造などを明らかにする。進化の過程ではなく、進化のメカニズムに焦点を当てた下位分野は進化人類学とも呼ばれる。分子人類学を自然人類学に含むこともあるが、形質人類学という場合には分子人類学は含まない。
自然人類学は、文化人類学、考古学、言語人類学、応用人類学などと並んで主要な人類学の分野である。生物としてのヒトの研究を目的とする自然人類学は、化石人類の研究による人類の進化の部分で考古学と密接に関連する。調査団が発掘を行うと、初期の人類の化石とともに、原始的な石器や食用と思われる動物の骨などが発見されることがある。

## 歴史
最も広く行われている区分は、アウストラロピテクス（Australopithecus）、ホモ・エレクトス（Homo erectus）、ホモ・サピエンス（Homo sapiens）の3区分である。アウストラロピテクスとホモ・エレクトスの間に、ホモ・ハビリス（Homo habilis）をどのように位置づけるかで異なる考え方がある。またこれとは別に、猿人・原人・旧人・新人という4区分も存在する。猿人はアウストラロピテクス、原人はホモ・エレクトスに相当し、旧人はネアンデルタール人、新人にホモ・サピエンスをあて、ネアンデルタール人はホモ・サピエンスとは異なるものとされていたが、近年では、ネアンデルタール人はホモ・サピエンスに含まれるものと考えられている。プラトンは人間を自然階に分類し、プラトンの弟子であったアリストテレスは「『動物の世界』の中で、直立歩行をするのは人間だけである」と記述している。ドイツの学者ヨハン・ブルーメンバッハは、大規模な遺骨収集を行い、人類を5つの人種に分類した。

## 関連分野
- 霊長類学（primatology） - 人間以外の霊長類に関する学問
- 古人類学（paleoanthropology）
- 人体解剖学（human anatomy）
- 神経人類学（neuroanthropology）
- 人間行動生態学（human behavioral ecology）あるいは進化心理学
- 集団遺伝学（population genetics）
- 行動遺伝学
- 比較行動学
- 人類進化遺伝学
- 人類形態学
- 人類生物学
- 人類古生物学

## 関連人物（50音順）
- 石田英實
- 伊谷純一郎
- 岡田守彦
- 尾本惠市
- 海部陽介
- 金澤英作
- 木村賛
- 香原志勢
- 近藤四郎
- 斎藤成也
- 佐倉朔
- 篠田謙一
- 鈴木尚
- 諏訪元
- 富田守
- 中務真人
- 長谷部言人
- 埴原和郎
- 馬場悠男
- 松浦秀治
- 山口敏
- 渡辺直経